# Quer
Quer es un municipio y localidad española de la provincia de Guadalajara, en la comunidad autónoma de Castilla-La Mancha. El término municipal cuenta con una población de 1045 habitantes (INE 2024).

## Geografía
Integrado en la comarca de la Campiña de Guadalajara, se sitúa a 13 km de la capital provincial. El término municipal está atravesado por la autopista radial R-2 (Madrid-Guadalajara), por la carretera nacional N-320, en el pK 299, y por la carretera autonómica CM-1051, que conecta con Alovera.  Limita con los siguientes términos municipales:
| Noroeste: Valdeaveruelo          | Norte: Cabanillas del Campo | Noreste: Cabanillas del Campo |
| Oeste: Valdeaveruelo             |                             | Este: Alovera                 |
| Suroeste: Villanueva de la Torre | Sur: Villanueva de la Torre | Sureste: Alovera              |

La localidad está situada a una altitud de 706 m sobre el nivel del mar. La altitud oscila entre los 800 m al norte y los 670 m a orillas de un arroyo al sur. El relieve es el propio de la campiña, predominantemente con llano, con algunas elevaciones aisladas (Quer, 717 m) y con varios arroyos tributarios del Henares. El clima es mediterráneo continental de inviernos fríos y veranos secos y cálidos. El municipio tiene una superficie de 14,63 km².

## Historia
A mediados del siglo XIX, el lugar contaba con una población censada de 261 habitantes. La localidad aparece descrita en el decimotercer volumen del Diccionario geográfico-estadístico-histórico de España y sus posesiones de Ultramar de Pascual Madoz de la siguiente manera:

QUER: l. con ayunt. en la prov. y part. jud. de Guadalajara (1 1/2 leg.), aud. terr. de Madrid (8 1/2), c. g. de Castilla la Nueva, dióc. de Toledo (20 1/2). sit. en un barranco, libre al embate de los vientos; su clima es templado en el invierno, y muy caluroso en el verano. Tiene 70 casas; la consistoral con cárcel; escuela de instruccion primaria frecuentada por 12 alumnos, dotada con 1,100 rs.; una igl. parr. (Ntra. Sra. la Blanca) matriz de la de Azuqueca, servida por un cura y un sacristan. El térm. confina con los de Valbueno, Villanueva, Alovera y Valdeavero; dentro de él se encuentran una fuente de buenas aguas; 2 ermitas (La Soledad y Sta. María Magdalena), y 2 arboledas de álamo negro. El terreno es llano y de regular calidad. caminos: los que dirigen á los pueblos limítrofes. correo: se recibe y despacha en la cap. de prov. prod.: trigo, cebada, avena, aceite, algunas legumbres y yerbas de pasto, con las que se mantiene ganado lanar, churro y merino: abunda la caza de perdices y liebres. ind.: la agrícola y recriacion de ganados. pobl.: 62 vec., 261 alm. cap. prod.: 1.906,000 rs. imp.: 95.300. contr.: 7,565.
(Madoz, 1849, pp. 511-512)

## Demografía
Quer cuenta con una población de 1045 habitantes (INE 2024).
| Gráfica de evolución demográfica de Quer entre 1842 y 2021 |
| |
| Población de derecho según los censos de población del INE Población de hecho según los censos de población del INEEntre el censo de 1877 y el anterior, crece el término del municipio porque incorpora a Valbueno |

| Gráfica de evolución demográfica de Quer entre 2000 y 2023 |
|                                                            |
| Población a 1 de enero según el padrón municipal del INE   |

Sus habitantes residen en el antiguo pueblo y en las nuevas urbanizaciones de Miravalles y Los Enebros. Al norte del casco antiguo se ha desarrollado el polígono industrial de Quer.
Entre 1860 y 1877, el pueblo de Valbueno se integra en Quer. Desde mediados del siglo XIX la población permaneció más o menos estable, unos 250 habitantes, hasta 1940. Poco a poco fue decreciendo debido a la emigración de sus vecinos en busca de trabajo y porvenir, hasta el mínimo de 76 habitantes en el año 2001.
A inicios del siglo XXI (año 2002), el municipio de Quer empieza el desarrollo de su localidad, teniendo un incremento inicial de 625 habitantes en el año 2006. El Plan de Ordenación Municipal (2006) regula el crecimiento y distribuye el territorio entre un 80 % de Zona de Especial Protección para las Aves (ZEPA) y un 20 % de nuevas viviendas e industria. Al POM le siguió el Plan Especial de Infraestructuras (2007). La creación de nuevos barrios ha hecho crecer la población del lugar hasta los 830 habitantes de 2020.

## Administración
| Periodo   | Nombre                      | Partido |
| --------- | --------------------------- | ------- |
| 2003-2007 | José Ramón Calvo Carpintero | PSOE    |
| 2007-2011 | José Ramón Calvo Carpintero | PSOE    |
| 2011-2015 | José Ramón Calvo Carpintero | PSOE    |
| 2015-2019 | José Miguel Benítez Moreno  | PP      |
| 2019-2023 | José Miguel Benítez Moreno  | PP      |

## Símbolos
El escudo heráldico que representa al municipio fue aprobado oficialmente el 24 de enero de 1992 con el siguiente blasón:

Escudo partido: Uno de gules, una torre de iglesia de plata; Dos de verde, una espiga de trigo de oro; entado en punta de plata, tres setas de gules. Se timbra con la corona real de España.
Diario Oficial de Castilla-La Mancha nº 218 de 1 de noviembre de 2005

La descripción textual de la bandera, aprobada el 21 de marzo de 2012 es la siguiente:

Paño rectangular de proporciones 2/2, dividida horizontalmente por mitad, de color rojo la superior y verde la inferior; con base en el asta, un triángulo blanco, según diseño, cargado con el escudo de armas del municipio timbrado.
Diario Oficial de Castilla-La Mancha nº 77 de 18 de abril de 2012